# 100 mètres nage libre masculin aux Jeux olympiques d'été de 2016
Navigation
Londres 2012 Tokyo 2020
Les épreuves du 100 mètres nage libre masculin des Jeux olympiques d'été de 2016 se déroulent du 9 août au 10 août au Centre aquatique olympique de Rio de Janeiro.

## Résultats

### Séries
Les 16 meilleurs temps des séries sont qualifiés pour les demi-finales.
| #  | Pays                                    | Nom                        | Temps   |
| -- | --------------------------------------- | -------------------------- | ------- |
| 1  |                                         | Kyle Chalmers              | 47.90   |
| 2  |                                         | Caeleb Dressel             | 47.91   |
| 3  |                                         | Duncan Scott               | 48.01   |
| 4  |                                         | Cameron McEvoy             | 48.12   |
| 5  |                                         | Santo Condorelli           | 48.22   |
| 6  |                                         | Joseph Schooling           | 48.27   |
| 7  |                                         | Damian Wierling            | 48.35   |
| 8  |                                         | Vladimir Morozov           | 48.39   |
| 9  |                                         | Pieter Timmers             | 48.46   |
| 10 |                                         | Luca Dotto                 | 48.47   |
| 11 |                                         | Yuri Kisil                 | 48.49   |
| 12 |                                         | Sebastiaan Verschuren      | 48.51   |
| 13 |                                         | Marcelo Chierighini        | 48.53   |
| 14 |                                         | Ning Zetao                 | 48.57   |
| 14 |                                         | Clément Mignon             | 48.57   |
| 16 |                                         | Nathan Adrian              | 48.58   |
| 17 |                                         | Katsumi Nakamura           | 48.61   |
| 18 |                                         | Jérémy Stravius            | 48.62   |
| 19 |                                         | Glenn Surgeloose           | 48.65   |
| 20 |                                         | Kristian Gkolomeev         | 48.68   |
| 21 |                                         | Andrey Grechin             | 48.75   |
| 22 |                                         | Federico Grabich           | 48.78   |
| 23 |                                         | Dylan Carter               | 48.80   |
| 24 |                                         | Richard Bohus              | 48.86   |
| 25 |                                         | Hexin Yu                   | 48.87   |
| 26 |                                         | Dominik Kozma              | 48.92   |
| 27 |                                         | Shinri Shioura             | 48.94   |
| 28 |                                         | Nicolas Nilo               | 49.05   |
| 29 |                                         | Ben Proud                  | 49.14   |
| 30 |                                         | Simonas Bilis              | 49.16   |
| 31 |                                         | Oussama Sahnoune           | 49.20   |
| 32 |                                         | Taehwan Park               | 49.24   |
| 32 |                                         | Velimir Stjepanovic        | 49.24   |
| 34 |                                         | Christian Quintero         | 49.25   |
| 35 |                                         | Yauhen Tsurkin             | 49.37   |
| 36 |                                         | Anze Tavcar                | 49.38   |
| 37 |                                         | Filippo Magnini            | 49.40   |
| 38 |                                         | Marius Radu                | 49.57   |
| 39 |                                         | Bjorn Hornikel             | 49.62   |
| 40 |                                         | Shane Ryan                 | 49.82   |
| 41 |                                         | Aleksandar Nikolov         | 50.08   |
| 42 |                                         | Ari-Pekka Liukkonen        | 50.14   |
| 42 |                                         | Matthew Stanley            | 50.14   |
| 44 |                                         | Benjamin Hockin Brusquetti | 50.26   |
| 45 |                                         | Igor Mogne                 | 50.65   |
| 45 |                                         | Ziv Kalontarov             | 50.65   |
| 47 |                                         | Raphaël Stacchiotti        | 50.79   |
| 48 | Drapeau du Zimbabwe                     | Sean Michael Gunn          | 50.87   |
| 49 | Drapeau de Maurice                      | Bradley Vincent            | 50.89   |
| 50 | Drapeau du Sri Lanka                    | Matthew Duncan Abeysinghe  | 50.96   |
| 51 | Drapeau de Malte                        | Andrew Chetcuti            | 51.37   |
| 52 | Drapeau de la Dominique                 | Jhonny Perez Urena         | 51.50   |
| 53 |                                         | Nicholas Magana            | 51.53   |
| 54 | Drapeau de la Côte d'Ivoire             | Thibaut Amani Danho        | 52.78   |
| 55 | Drapeau du Nicaragua                    | Miguel Mena                | 53.40   |
| 56 | Drapeau : Athlètes olympiques de Russie | Rami Anis                  | 54.25   |
| 57 | Drapeau du Cambodge                     | Sovijja Pou                | 54.55   |
| 58 | Drapeau du Népal                        | Sirish Gurung              | 57.76   |
| 59 | Drapeau de l'Éthiopie                   | Robel Kiros Habte          | 1:04.95 |

### Demi-finales
Les 8 meilleurs temps sont qualifiés pour la finale.
| #  | Pays | Nom                   | Temps |
| -- | ---- | --------------------- | ----- |
| 1  |      | Nathan Adrian         | 47.83 |
| 2  |      | Kyle Chalmers         | 47.88 |
| 3  |      | Cameron McEvoy        | 47.93 |
| 4  |      | Santo Condorelli      | 47.93 |
| 5  |      | Caeleb Dressel        | 47.97 |
| 6  |      | Pieter Timmers        | 48.14 |
| 7  |      | Duncan Scott          | 48.20 |
| 8  |      | Marcelo Chierighini   | 48.23 |
| 9  |      | Vladimir Morozov      | 48.26 |
| 10 |      | Sebastiaan Verschuren | 48.28 |
| 10 |      | Yuri Kisil            | 48.28 |
| 12 |      | Ning Zetao            | 48.37 |
| 13 |      | Luca Dotto            | 48.49 |
| 14 |      | Clément Mignon        | 48.57 |
| 15 |      | Damian Wierling       | 48.66 |
| 16 |      | Joseph Schooling      | 48.70 |

### Finale
| #                  | Pays | Nom                 | Temps |
| ------------------ | ---- | ------------------- | ----- |
| Médaille d'or      |      | Kyle Chalmers       | 47.58 |
| Médaille d'argent  |      | Pieter Timmers      | 47.80 |
| Médaille de bronze |      | Nathan Adrian       | 47.85 |
| 4                  |      | Santo Condorelli    | 47.88 |
| 5                  |      | Duncan Scott        | 48.01 |
| 6                  |      | Caeleb Dressel      | 48.02 |
| 7                  |      | Cameron McEvoy      | 48.12 |
| 8                  |      | Marcelo Chierighini | 48.41 |